# Medida da imitância acústica

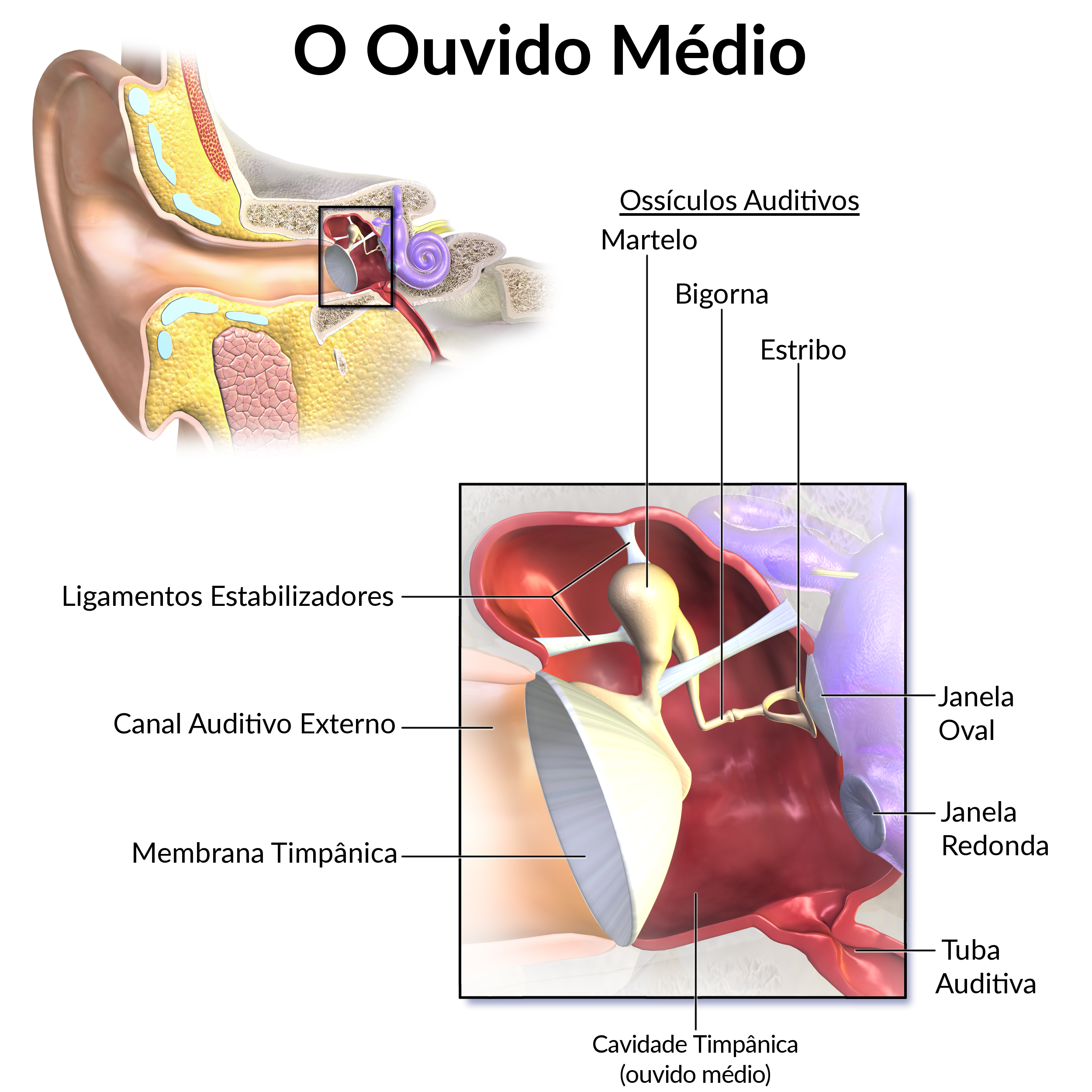
Orelha Média

A medida de imitância acústica é um conjunto de instrumentos eletroacústicos valiosos na detecção das alterações de orelha média, devido à sua rapidez, aplicabilidade e objetividade. Essas medidas são a análise de respostas mecânicas do sistema auditivo frente à estimulação acústica. A transferência da energia acústica ocorre quando as ondas sonoras chegam até o meato acústico externo (MAE), movimentando a cadeia tímpano-ossicular (membrana timpânica e ossículos).
Para avaliar a mobilidade do sistema tímpano-ossicular é adicionada pressão à orelha por meio de uma sonda inserida no MAE. Com a realização das medidas de imitância acústica é possível identificar precocemente alterações da orelha média e da tuba auditiva, em todas as idades. Além disso, o exame é útil no diagnóstico diferencial entre perdas auditivas condutivas, na pesquisa do recrutamento nas perdas auditivas sensorioneurais, na avaliação da função tubária em casos de perfuração da membrana timpânica e na predição dos limiares tonais a partir do nível do reflexo acústico estapediano.
As medidas de imitância acústica referem-se facilidade (Admitância) ou à oposição (Impedância) do sistema tímpano-ossicular frente à entrada de energia sonora no sistema auditivo.
É importante saber os dois principais conceitos que a imitância acústica traz. São eles:
1. Impedância acústica: é o impedimento que o sistema tímpano-ossicular oferece, ou seja, a oposição para a passagem da energia sonora. A impedância acústica contempla a resistência (fator que depende do meio de propagação, mas não da frequência) e a reactância (depende da frequência e está relacionada com a massa e a rigidez do sistema).
2. Admitância acústica: é a facilitação do sistema para a passagem da energia sonora, sendo ela contrária a impedância. A admitância acústica contempla a susceptância e a condutância.

A rigidez traz maior impedância para sons graves, dificultando sua transmissão por toda a orelha média, sendo possível observar uma configuração ascendente na audiometria tonal. Um exemplo de patologia ligada à esse fator de impedância é a disfunção tubária. A massa, por sua vez, ao impedir a passagem sonora para frequências agudas, proporciona uma configuração descendente na audiometria tonal, e está relacionada à alterações na orelha média, como, por exemplo, as otites médias. Ambas são inversamente proporcionais, da mesma forma que Complacência e Impedância são inversos.
A complacência é a capacidade de mobilidade do sistema, ou seja, quanto mais rígido, menos complacente (móvel) ele é. O mesmo raciocínio se aplica para a impedância: quanto maior a impedância, maior rigidez do sistema, ou seja, menos mobilidade. A massa também é um fator inverso à complacência, já que ambas (massa e rigidez) são agentes da impedância.
As medidas de imitância acústica são compostas, basicamente, pela timpanometria e pela pesquisa do reflexo acústico do músculo estapédio.

## Timpanometria

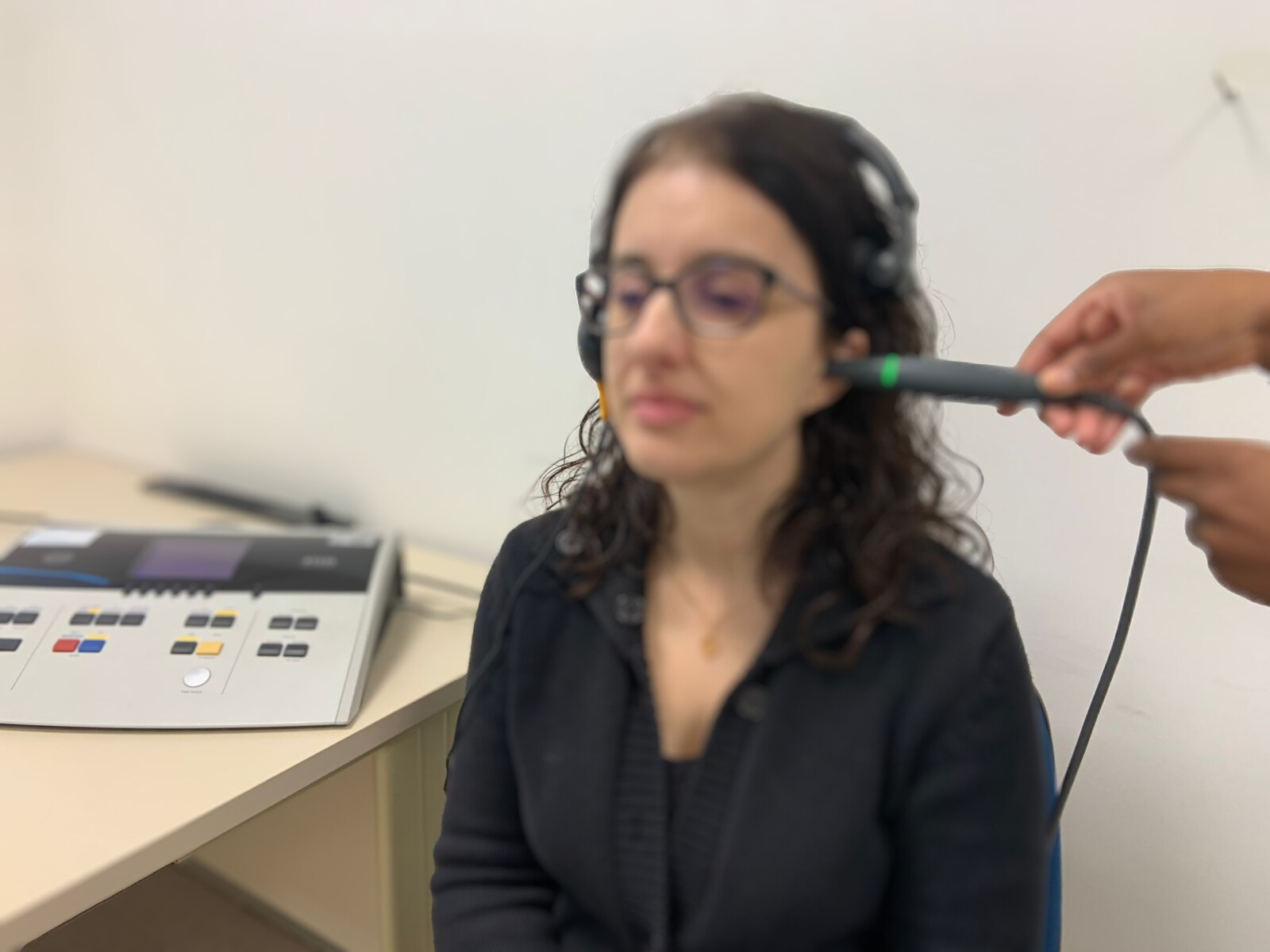
Exame de Timpanometria

A timpanometria pode ser definida como a medida dinâmica que avalia a mobilidade do sistema tímpano-ossicular por meio da variação da pressão no meato acústico externo (MAE) e, para concluir essa pesquisa de medida, uma quantidade de energia é inserida no MAE por meio de uma sonda. As sondas utilizam olivas de látex (que variam de tamanho devido a diferença anatômica de cada paciente), as quais fazem a vedação hermética do conduto para que não haja escape da pressão.
Este procedimento é utilizado para avaliar o funcionamento e integridade do sistema tímpano-ossicular. A timpanometria convencional é realizada com o tom teste de 226Hz. Para lactentes e bebês, a literatura indica o tom com frequência mais alta (1000Hz). A realização do teste apresenta vantagens, como baixo custo, rapidez e simplicidade, e é o procedimento de escolha para a identificação de alterações da orelha média que podem afetar indivíduos de todas as faixas etárias.
Para realizar o teste de timpanometria, é essencial que a oliva da sonda esteja adequada para o tamanho do conduto auditivo do paciente. Caso a oliva não sirva ou tenha escape da pressão, o equipamento utilizado para realizar a timpanometria impossibilitará a continuação da avaliação.
Alguns passos precisam ser seguidos para que os resultados relevantes para a formação do gráfico surjam e a curva timpanométrica seja identificada. Os passos a serem seguidos são:
- É preciso uma pressão extrema para deixar o sistema rígido, em torno de +200daPa (por convenção coloca-se à positiva). A pressão no meato acústico externo (MAE) varia, de tal forma que a membrana timpânica seja submetida a "compressões", que resultam em mudança no seu estado de mobilidade, caracterizando o aumento da rigidez e determinando a primeira medida, que é o volume da orelha externa.[6] A partir dessa medida, interpretamos que todo o som que entra bate na membrana timpânica e volta, devido à impedância pelo fator rigidez aplicado na membrana. Tal volume é expresso em "ml" e é considerado a distância da sonda até a membrana timpânica (na tabela abaixo encontramos como o tópico "+200daPa" - ponto 3).

- Agora é necessário variar novamente a pressão, a qual é diminuída até chegar no ponto de pico de máxima admitância/complacência (momento que nenhum som volta, todo som vai ser admitido pela orelha média), é visto como o maior valor obtido, ou seja, valor do volume da orelha externa somado ao volume da orelha média, onde a pressão desse último sistema se iguala à pressão do conduto (informação na tabela como o Máximo de Relaxamento - ponto 2).

- A forma visual de descobrir tal numeração é observando os ponteiros do timpanograma se igualando. Outro fato interessante é que, nesse momento, o sistema fica menos rígido e mais complacente. Junto do valor acima, é encontrada a Pressão da Orelha Média (importante para a formação do gráfico, descobrindo onde estará relacionado, na reta X, o ponto máximo - ponto 1).
- Para descobrir o valor do volume equivalente da orelha média por si só, precisamos subtrair o Máximo de Relaxamento pelo volume da Orelha Externa, já que não é possível essa avaliação isoladamente sem recorrer a um método invasivo (ponto 4). Exemplo com alguns valores hipotéticos:

|                                       | Orelha Direita | Orelha Esquerda |
| ------------------------------------- | -------------- | --------------- |
| 1. Pressão da Orelha Média (daPa)     | +20            | 0               |
| 2. Máximo de Relaxamento (ml)         | 1,8            | 2,0             |
| 3. +200 daPa (ml)                     | 1,0            | 1,5             |
| 4. Volume equivalente da Orelha Média | 0,8            | 0,5             |

- Interpretação da orelha direita: ao aumentar a pressão para +200daPa, o volume da Orelha Externa foi de 1,0 ml. O segundo passo é baixar essa pressão até o maior valor possível, sendo observado 1,8 ml, correspondente à pressão de +20daPa. Subtraindo os valores necessários, encontramos o volume da Orelha Média em 0,8 ml.

O mesmo raciocínio é apresentado para a OE.
Este exame não deve ser realizado se houver presença de corpo estranho, excesso de cerume, otorreia no meato acústico externo (MAE) e/ou perfuração timpânica, sendo de extrema importância a inspeção do MAE antes da realização do exame.

## Classificações das curvas timpanométricas
O registro de mobilidade do sistema tímpano-ossicular será diferente conforme a própria mobilidade, ou seja, quanto maior a mobilidade do sistema, maior será a amplitude da curva. Veja os tipos de curva (e seus parâmetros) a seguir:
|         | Definição                                                                           | Valor de Referência                                                                     |
| ------- | ----------------------------------------------------------------------------------- | --------------------------------------------------------------------------------------- |
| Tipo A  | Mobilidade normal do sistema tímpano-ossicular.                                     | Volume: 0,3 a 1,8 ml Pressão do pico: entre +50 daPa e -100daPa                         |
| Tipo Ar | Amplitude reduzida. Rigidez/baixa mobilidade do sistema tímpano-ossicular.          | Volume: abaixo de 0,3ml Pressão do pico: entre +50 daPa e -100daPa                      |
| Tipo Ad | Amplitude aumentada. Flacidez/hipermobilidade do sistema tímpano-ossicular.         | Volume: acima de 1,8 ml Pressão do pico: entre +50 daPa e -100daPa                      |
| Tipo B  | Sugere presença de fluidos na orelha média ou presença de cerume na orelha externa. | Curva plana sem pico de admitância ou com complacência muito reduzida.                  |
| Tipo C  | Pico deslocado para pressão negativa. É descrito em casos de disfunção tubária.     | Volume: 0,30 a 1,8 ml Pressão pico: desviado para pressão negativa superior a – 100daPa |

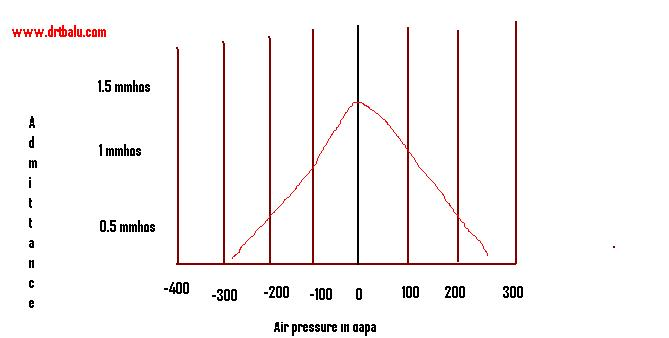
Curva timpanométrica tipo A: volume entre 0,3 e 1,8 ml; pressão do pico entre +50 e -100 daPa. Curva indicativa de boa mobilidade e funcionalidade da cadeia tímpano-ossicular

Na curva tipo A considera-se que não há acometimentos na orelha média, seja na mobilidade e/ou na funcionalidade do sistema tímpano-ossicular. Indivíduos que apresenta perda sensorioneural (PASN) podem apresentar curva timpanométrica do tipo A, pois não há alterações na orelha média, apenas na orelha interna. É importante ressaltar que a timpanometria é um teste feito para avaliar o funcionamento da orelha média.
A curva tipo Ar é interpretada como reduzida/achatada e, portanto, indica diminuição da mobilidade/rigidez da cadeia tímpano-ossicular. Um exemplo de patologia onde pode-se encontrar este tipo de curva timpanométrica é a otosclerose.
A curva tipo Ad indica hipermobilidade/flacidez da cadeia tímpano-ossicular, complacência aumentada. Não apresenta ponto de máxima complacência e os resultados presentes são aumentados quando comparados à curva tipo A. A disjunção da cadeia ossicular é um exemplo de patologia onde pode-se encontrar esta curva timpanométrica.

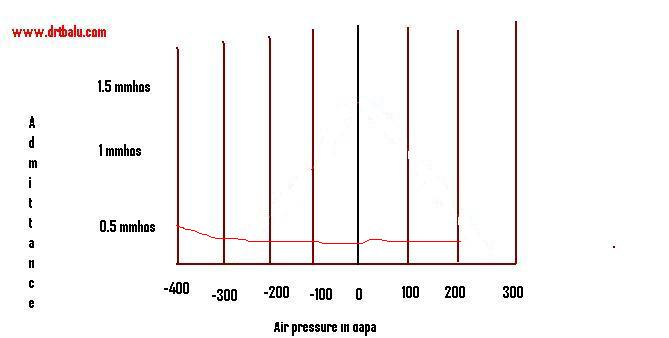
Curva tipo B: curva plana sem pico de admitância ou com complacência muito reduzida. Sugere presença de fluidos na orelha média ou presença de cerume na orelha externa

Na curva tipo B não há pico de máxima complacência. A curva mostra-se inalterada, mesmo com as variações de pressão no meato acústico externo (MAE). Esse tipo de curva pode ser encontrada em situações de otite média.
A curva do tipo C apresenta seu ponto mais alto, isto é, de máxima complacência, deslocado para pressões muito negativas, acima de –100daPa. Pode ser encontrado em situações de disfunção tubária.

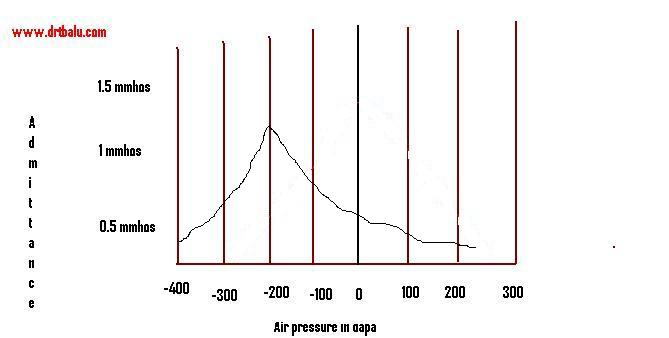
Curva tipo C: curva com pico deslocado para pressão negativa (superior a -100 daPa). É descrito em casos de disfunção tubária

A pesquisa do reflexo acústico estapediano é a contração involuntária da musculatura da orelha média frente a um estímulo sonoro de forte intensidade, com o intuito de proteger o sistema auditivo de danos devido a sons intensos. A pesquisa de reflexos acústicos estapedianos é realizado ipsilateralmente (estímulo sonoro enviado e contração captada pela mesma orelha) e contralateralmente (estímulo enviado por uma orelha e a contração captada pela orelha oposta à avaliada). Os valores do reflexo acústico estapediano são pesquisados nas frequências 500 Hz, 1000 Hz, 2000 Hz e 4000 Hz em cada orelha (ipsilateral e contralateralmente).
A aplicação clínica audiológica desses valores de reflexo acústico possibilitam a avaliação sensorial e motora (sistemas aferentes e eferentes) do arco reflexo estapediano e da cadeia tímpano-ossicular. O reflexo acústico contralateral avalia o funcionamento do sistema desde a orelha média até ao complexo olivar superior.
O limiar do reflexo acústico estapediano (intensidade que desencadeia o reflexo) indicam a normalidade e integridade da via auditiva. Estes valores estão entre 70 e 100 dBNS acima do limiar auditivo do indivíduo (indicando presença de resposta dentro da normalidade).
Quando o valor que foi obtido o reflexo acústico contralateral é comparado ao limiar auditivo do indivíduo e a diferença entre estes valores for igual ou menor que 60 dB, chama-se recrutamento, que é um indicativo importante de lesão coclear (recrutamento).
A ausência de resposta nos reflexos acústicos pode ocorrer devido limitação sensorial na porção aferente do arco reflexo; patologia da orelha média na porção eferente do sistema; lesão de tronco encefálico, onde a o padrão reflexo é a ausência de reflexos contralaterais e a presença de ipisilaterais); ou paralisia facial periférica supraestapediana.

Na prática clínica, observa-se que as funções do reflexo acústico estapediano são: melhora da atenção auditiva, figura-fundo (separação do estímulo auditivo do ruído de fundo), diminuição dos ruídos da mastigação e movimentos mandibulares durante a fala, melhora na discriminação de fala em altas intensidades, melhora na localização da fonte sonora, entre outros.